# Dinastía Joseon
La dinastía Joseon (también transcrita como Chosŏn o Chosun), oficialmente Gran Joseon (en hangul, 대조선국; en hanja, 大朝鮮國) o Imperio Joseon, fue un reino dinástico coreano que duró aproximadamente cinco siglos. Fue fundado por Taejo de Joseon en julio de 1392 y fue reemplazado por el Imperio de Corea en octubre de 1897. Se fundó después de la disolución de la dinastía Koryo en lo que hoy es la ciudad de Kaesong. Al principio, Corea se retituló, y la capital se reubicó en lo que hoy es Seúl. Las fronteras más septentrionales del reino se ampliaron a las fronteras naturales en los ríos de Yalu y Tumen a través del sometimiento de los Yurchen. Joseon fue la última dinastía de Corea y fue la dinastía confuciana de más larga data.
Durante su reinado, Joseon alentó el afianzamiento de los ideales y doctrinas confucianas chinas en la sociedad coreana. El neoconfucianismo se instaló como la ideología estatal de la nueva dinastía. En consecuencia, el budismo se desalentó y ocasionalmente se enfrentaron a persecuciones por parte de la dinastía. Joseon consolidó su dominio efectivo sobre el territorio de Corea actual y vio el apogeo de la cultura, el comercio, la ciencia, la literatura y la tecnología clásicas de Corea. Sin embargo, la dinastía se debilitó severamente a fines del siglo XVI y principios del XVII, cuando las invasiones japonesas de Corea y la primera y segunda invasión manchúes en 1636 casi invaden la península coreana, lo que llevó a la dinastía a una política aislacionista cada vez más dura. Por lo que el país se hizo conocido como el "reino ermitaño" en la literatura occidental. Después del final de las invasiones de Manchuria, Joseon experimentó un período de paz de casi 200 años.
Sin embargo, cualquier poder que el reino recuperó durante su aislamiento disminuyó aún más a medida que el siglo XVIII llegaba a su fin, y enfrentando luchas internas, luchas de poder, presión internacional y rebeliones en el hogar, la dinastía Joseon declinó rápidamente a fines del siglo XIX.
El período de Joseon ha dejado un legado sustancial a la Corea moderna; gran parte de la cultura coreana moderna, la etiqueta, las normas y las actitudes sociales hacia los problemas actuales fueron desarrolladas durante este período. El idioma coreano moderno, sus dialectos y el grupo étnico mayoritario de Corea, que se refieren a sí mismos como el "pueblo Joseon", derivan de la cultura y las tradiciones de Joseon.

## Historia

### Período temprano de Joseon

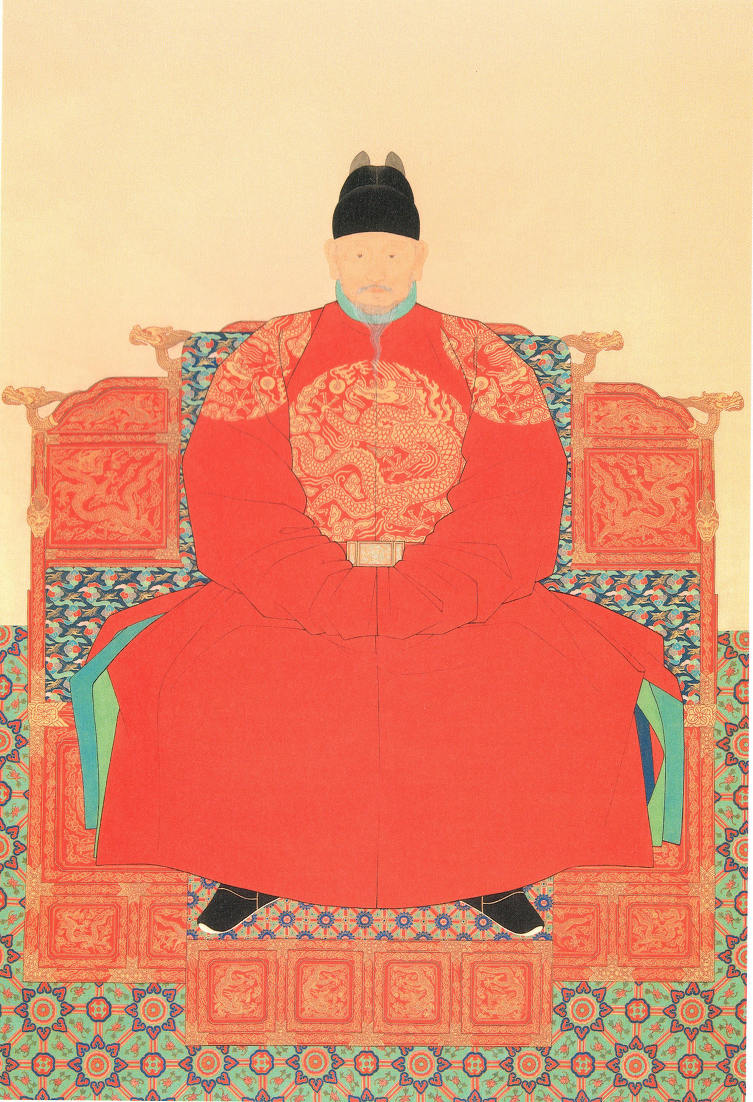
Retrato del rey Taejo

#### Fundación
A fines del siglo XIV, la dinastía Koryo, de casi 500 años de existencia, establecida en el 918, se tambaleaba y sus fundamentos colapsaron tras años de guerra y ocupación de facto del imperio mongol en desintegración. Tras la aparición de la dinastía Ming, la corte real de Koryo se dividió en dos facciones enfrentadas: el grupo dirigido por el general Yi (que apoyaba a los Ming) y el campamento dirigido por el general Choe (de pie junto al Yuan).
La dinastía Koryo afirmaba ser el sucesor del antiguo reino de Goguryeo (que más tarde se rebautizó como Koryo); como tal, la restauración de Manchuria como parte del territorio coreano fue parte de su política exterior a lo largo de su historia. Cuando un mensajero Ming llegó a Koryo en 1388, el decimocuarto año de la U de Goryeo, para exigir que el antiguo territorio del norte de Koryo fuera entregado, el general Choe aprovechó la oportunidad para abogar por un ataque a la península de Liaodong.
Yi fue elegido para dirigir el ataque; sin embargo, se rebeló y regresó a Gaegyeong e inició un golpe de Estado, derrocando al Rey U en favor de su hijo, Chang de Goryeo (1388). Más tarde mató al Rey U y a su hijo después de una restauración fallida y colocó por la fuerza a una realeza llamada Yi en el trono (se convirtió en Gongyang de Koryo). En 1392, Yi eliminó a Jeong Mong-ju, quien era un líder muy respetado de un grupo leal a la dinastía Koryo, y destronó al Rey Gongyang, exiliándolo a Wonju, antes de que ascendiera al trono. La dinastía Koryo había llegado a su fin después de casi 500 años de gobierno.
Al comienzo de su reinado, Yi Seonggye, ahora gobernante de Corea, tenía la intención de continuar usando el nombre de Koryo para el país que gobernaba y simplemente cambiar la línea real de descendencia a la suya, manteniendo así los 500 años de existencia. Sin embargo, después de numerosas amenazas de motín de los nobles de Gwonmun, drásticamente debilitados pero aún influyentes, que continuaron jurando fidelidad a los restos de la dinastía Koryo y ahora del degradado clan Wang, el consenso en la corte reformada fue que era necesario un nuevo título dinástico. Al nombrar a la nueva dinastía, Taejo contempló dos posibilidades: "Hwaryeong" y "Joseon". Después de mucha deliberación interna, así como el respaldo del emperador de la dinastía Ming, Taejo declaró que el nombre del reino era Joseon, un tributo al antiguo estado coreano de Gojoseon. También movió la capital de Kaesong a Hanyang.

#### Lucha de príncipes

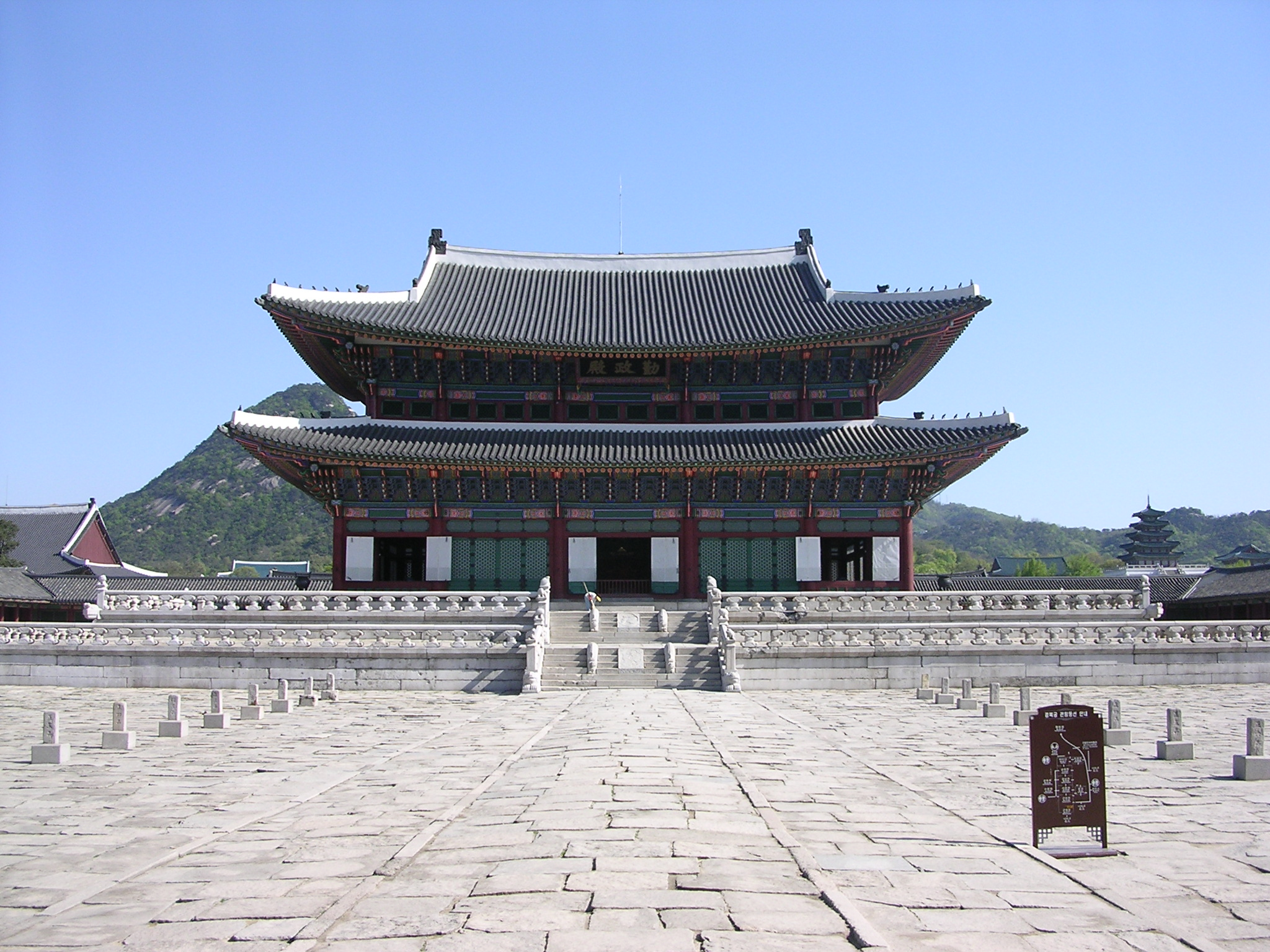
Palacio Gyeongbokgung

Cuando la nueva dinastía fue promulgada y oficialmente traída a la existencia, Taejo planteó el tema de qué hijo sería su sucesor. Aunque Yi Bangwon, el quinto hijo de Taejo con la reina Sineui, había contribuido más para ayudar al ascenso de su padre al poder, el primer ministro Jeong Do-jeon y Nam Eun usaron su influencia con el rey Taejo para nombrar a su octavo hijo (segundo hijo de la reina Sindeok), El Gran Príncipe Uian (Yi Bangseok), como príncipe heredero en 1392. Este conflicto surgió en gran parte porque Jeong Dojeon, quien formó y estableció los fundamentos ideológicos, institucionales y legales de la nueva dinastía más que nadie, vio a Joseon como un reino dirigido por ministros nombrados por el rey mientras Yi Bangwon quería establecer la monarquía absoluta gobernada directamente por el rey. Con el apoyo de Taejo, Jeong Dojeon siguió limitando el poder de la familia real al prohibir la participación política de los príncipes y al intentar abolir sus ejércitos privados. Ambas partes estaban muy conscientes de la gran animosidad del otro y se estaban preparando para atacar primero.
Después de la muerte repentina de la reina Sindeok, y mientras el rey Taejo todavía estaba de luto por su segunda esposa, Yi Bangwon atacó primero el palacio y mató a Jeong Dojeon y sus seguidores, así como a los dos hijos de la reina Sindeok (sus medio hermanos), incluido el príncipe heredero en 1398. Este incidente se conoció como la Primera Conflagración de Príncipes.
Horrorizado por el hecho de que sus hijos estaban dispuestos a matarse mutuamente por la corona, y psicológicamente exhausto por la muerte de su segunda esposa, el rey Taejo abdicó e inmediatamente coronó a su segundo hijo Yi Banggwa como el rey Jeongjong de Joseon. Uno de los primeros actos del rey Jeongjong como monarca fue revertir la capital a Kaesong, donde se cree que se sintió considerablemente más cómodo, lejos de la lucha por el poder tóxico. Sin embargo, Yi Bangwon retuvo el poder real y pronto estuvo en conflicto con su descontento hermano mayor Yi Banggan, quien también anhelaba poder. En 1400, las tensiones entre la facción de Yi Bangwon y el campamento de Yi Banggan se convirtieron en un conflicto total que llegó a conocerse como la Segunda Lucha de Príncipes. A raíz de la lucha, el derrotado Yi Banggan fue exiliado a Dosan mientras sus partidarios fueron ejecutados. Completamente intimidado, el rey Jeongjong inmediatamente invistió a Yi Bangwon como presunto heredero y voluntariamente abdicó. Ese mismo año, Yi Bangwon asumió el trono de Joseon por fin como el Rey Taejong, tercer rey de Joseon.

#### Consolidación del poder real
En el comienzo del reinado de Taejong, el Gran Rey Ex Taejo se negó a renunciar al sello real que significaba la legitimidad del gobierno de cualquier rey. Taejong comenzó a iniciar políticas que creía que probarían su calificación para gobernar. Uno de sus primeros actos como rey fue abolir el privilegio que gozaban los escalones superiores del gobierno y la aristocracia para mantener ejércitos privados. Su revocación de tales derechos a las fuerzas independientes del campo cortó con eficacia su capacidad de reunir revueltas a gran escala, y aumentó drásticamente la cantidad de hombres empleados en el ejército nacional. El próximo acto de Taejong como rey consistió en revisar la legislación existente sobre la tributación de la propiedad de la tierra y el registro del estado de los sujetos. Con el descubrimiento de tierras previamente ocultas, el ingreso nacional se duplicó.
En 1399, Taejong había desempeñado un papel influyente en el desmantelamiento de la Asamblea Dopyeong, un consejo de la antigua administración gubernamental que tenía el monopolio del poder judicial durante los últimos años de la dinastía Koryo, a favor del Consejo de Estado de Joseon (Hangul: 의정부 hanja: 議 政府), una nueva rama de la administración central que giró en torno al rey y sus edictos. Después de pasar la documentación del tema y la legislación impositiva, el rey Taejong emitió un nuevo decreto en el que todas las decisiones aprobadas por el Consejo de Estado solo podían entrar en vigor con la aprobación del rey. Esto puso fin a la costumbre de los ministros y asesores judiciales de tomar decisiones a través del debate y las negociaciones entre ellos, y así llevar al poder real a nuevas alturas.
Poco después, Taejong instaló una oficina, conocida como la Oficina Sinmun, para escuchar casos en los que los sujetos perjudicados sentían que habían sido explotados o tratados injustamente por funcionarios del gobierno o aristócratas. Sin embargo, Taejong mantuvo intactas las reformas de Jeong Dojeon en su mayor parte. Además, Taejong ejecutó o exilió a muchos de sus seguidores que lo ayudaron a ascender al trono para fortalecer la autoridad real. Para limitar la influencia de los suegros, también mató a los cuatro hermanos de su reina y al suegro de su hijo Sejong. Taejong sigue siendo una figura controvertida que mató a muchos de sus rivales y parientes para obtener poder y, sin embargo, gobernó efectivamente para mejorar la vida de la población, fortalecer la defensa nacional y establecer una base sólida para el gobierno de su sucesor Sejong.

#### Sejong el Grande

Una página de Hunmin Jeong-eum Eonhae, una traducción parcial del Hunminjeongeum, la promulgación original del alfabeto coreano.

En agosto de 1418, después de la abdicación de Taejong dos meses antes, Sejong el Grande ascendió al trono. En mayo de 1419, el rey Sejong, bajo el consejo y la guía de su padre Taejong, se embarcó en una Expedición al este de Gihae para eliminar la molestia de los Wakō (piratas costeros), que habían estado operando desde la isla Tsushima.
En septiembre de 1419, el daimyō de Tsushima, Sadamori, capituló ante la corte de Joseon. En 1443, se firmó el Tratado de Gyehae en el que se otorgaba al daimyō de Tsushima los derechos de comerciar con Corea en cincuenta barcos por año a cambio de enviar tributo a Corea y ayudar a detener cualquier ataque costero pirata de los Wakō contra los puertos coreanos.
En la frontera norte, Sejong estableció cuatro fuertes y seis puestos (Hangul: han 육진 hanja: 四郡 六 鎭) para proteger a su pueblo de los Yurchen, que más tarde se convirtieron en los manchúes, que vivían en Manchuria. En 1433, Sejong envió a Kim Jong-seo, un funcionario del gobierno, al norte para defender al reino de los Yurchen. La campaña militar de Kim capturó varios castillos, empujó hacia el norte y restauró el territorio coreano, más o menos hasta la frontera actual entre Corea del Norte y China.
Durante el gobierno de Sejong, Corea vio avances en las ciencias naturales, la agricultura, la literatura, la medicina tradicional china y la ingeniería. Debido a tal éxito, a Sejong se le dio el título de "Sejong el Grande". La contribución más recordada del Rey Sejong es la creación del Hangul, el alfabeto coreano, en 1443; el uso cotidiano del Hanja en la escritura eventualmente fue superado por el Hangul en la segunda mitad del siglo XX.

#### Seis ministros martirizados
Después de la muerte del Rey Sejong, su hijo Munjong continuó con el legado de su padre, pero pronto murió de una enfermedad en 1452, solo dos años después de la coronación. Fue sucedido por su hijo de doce años, Danjong. Sin embargo, el tío de Danjong, Sejo, obtuvo el control del gobierno y finalmente depuso a su sobrino para convertirse en el séptimo rey de Joseon en 1455. Después de que seis ministros leales a Danjong intentaran asesinar a Sejo para devolver a Danjong al trono, Sejo ejecutó a los seis ministros y también mató a Danjong en su lugar de exilio.
El rey Sejo permitió al gobierno determinar el número exacto de la población y movilizar a las tropas de manera efectiva. También revisó la ordenanza de tierras para mejorar la economía nacional y alentó la publicación de libros. Lo más importante es que compiló el Gran Código para la Administración del Estado, que se convirtió en la piedra angular de la administración dinástica y proporcionó la primera forma de ley constitucional en forma escrita en Corea.
Sin embargo, socavó muchos cimientos de muchos sistemas, incluido el Jiphyeonjeon, que sus predecesores, el rey Sejong y Munjong, habían establecido cuidadosamente, reduciendo todo lo que consideraba indigno del esfuerzo y, por lo tanto, causaba innumerables complicaciones a largo plazo. Gran parte de sus propios ajustes se hicieron por su propio poder, sin tener en cuenta las consecuencias y los problemas que se producirían. Además, el favoritismo implacable que mostró hacia los ministros que le ayudaron en la toma del trono condujo a mucha corrupción en el escalón más alto del campo político.

#### Arreglos institucionales y la cultura próspera
El hijo de Sejo, Yejong, lo sucedió como el octavo rey, pero era de constitución enfermiza y murió dos años más tarde, en enero de 1469. No ascendió al trono el hijo de este, sino su sobrino Seongjong. Su reinado estuvo marcado por la prosperidad y el crecimiento de la economía nacional y el surgimiento de eruditos neoconfucianos llamados sarim, quienes se animaron por Seongjong a ingresar en la política de la corte. Estableció el Hongmungwan (hanja: 弘文 館), la biblioteca real y el consejo asesor compuesto por eruditos confucianos, con quienes discutió filosofía y políticas gubernamentales. Él marcó el comienzo de una edad de oro cultural que rivalizó con el reinado de Sejong al publicar numerosos libros sobre geografía, ética y otros campos.
También envió varias campañas militares contra los Yurchen en la frontera norte en 1491, como muchos de sus predecesores. La campaña, dirigida por el general Heo Jong, fue exitosa, y los derrotados Yurchen, liderados por el clan Udige (hanja: 兀 狄哈), se retiraron al norte del río Yalu. El rey Seongjong fue sucedido por su hijo, Yeonsangun, en 1494.

#### Purga de la literatura

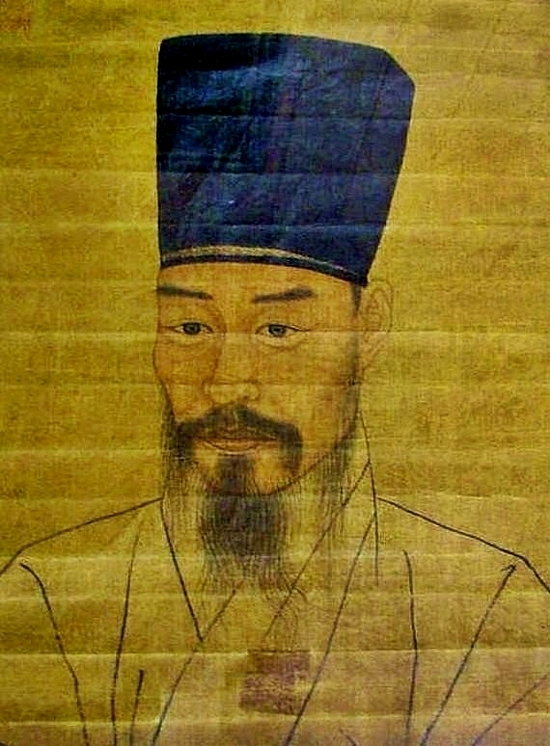
Retrato del erudito neoconfuciano Jo Gwang-jo (1482-1519).

Yeonsangun es a menudo considerado el peor tirano de los Joseon, cuyo reinado estuvo marcado por las purgas de los literatos coreanos entre 1498 y 1506. Su comportamiento se volvió errático después de enterarse de que su madre biológica no era la reina Junghyeon, sino la depuesta reina Dama Yun, quien se vio obligada a beber veneno después de envenenar a una de las concubinas de Seongjong por celos y dejar una marca de arañazo en la cara de Seongjong. Cuando se le mostró una prenda que supuestamente estaba manchada con la sangre de su madre vomitada después de beber veneno, mató a golpes a dos de las concubinas de Seongjong que habían acusado a la consorte Yun y empujó a la Gran Reina Insu, quien murió después. Ejecutó a funcionarios del gobierno que apoyaron la muerte de la consorte Yun junto con sus familias. También ejecutó a eruditos sarim por escribir frases críticas sobre la usurpación del trono por parte de Sejo.
Yeonsangun también se apoderó de un millar de mujeres de las provincias para servir como animadores de palacio y se apropió de Sungkyunkwan como un terreno de placer personal. Abolió la Oficina de Censores, cuya función era criticar las acciones y políticas inapropiadas del rey y el Hongmungwan. Prohibió el uso del hangul cuando la gente común lo escribió en carteles que criticaban al rey. Después de doce años de mal gobierno, finalmente fue depuesto en un golpe que colocó a su medio hermano Jungjong en el trono en 1506.
Jungjong era un rey fundamentalmente débil debido a las circunstancias que lo colocaron en el trono, y en su reinado también hubo un período de importantes reformas lideradas por su ministro Jo Gwang-jo, el carismático líder de los sarim. Este estableció un sistema local de autogobierno llamado hyangyak para fortalecer la autonomía local y el espíritu comunitario entre la gente, buscó reducir la brecha entre ricos y pobres con una reforma agraria que distribuiría la tierra a los agricultores de forma más equitativa y limitaría la cantidad de tierra y número de esclavos que uno podía poseer, promulgado ampliamente entre la población escritos confucianos con traducciones vernáculas, y trató de recortar el tamaño del gobierno mediante la reducción del número de burócratas. Según los Anales de la Dinastía Joseon, se dijo que ningún funcionario se atrevió a recibir un soborno o explotar a la población durante este tiempo porque se aplicaba la ley estrictamente.
Estas reformas radicales fueron muy populares entre la población, pero fueron ferozmente opuestas por los funcionarios conservadores que ayudaron a poner a Jungjong en el trono. Éstos tramaron hacer que Jungjong dudara de la lealtad de Jo. Jo Gwangjo fue ejecutado, y la mayoría de sus medidas de reforma murieron con él en la resultante Tercera Purga de la Literatura de 1519. Durante casi 50 años después, la política de la corte estuvo marcada por sangrientas y caóticas luchas entre facciones que respaldaban consortes y príncipes rivales. Los suegros de la familia real ejercieron un gran poder y contribuyeron a mucha corrupción en esa época.

### Periodo medio Joseon

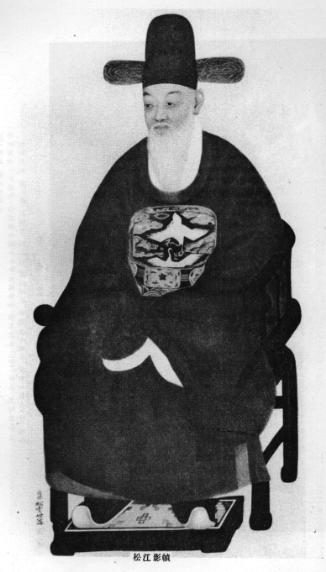
Jeong Cheol (1536-1593), jefe de la facción occidental.

El período medio de la dinastía Joseon estuvo marcado por una serie de intensas y sangrientas luchas de poder entre las facciones políticas que debilitaron el país y las invasiones a gran escala de Japón y Manchú que casi derrocaron a la dinastía.

#### Lucha de facciones
La facción sarim había sufrido una serie de derrotas políticas durante los reinados de Yeonsangun, Jungjong y Myeongjong, pero obtuvo el control del gobierno durante el reinado del rey Seonjo. Los sarim pronto se dividieron en facciones opuestas conocidas como los orientales y los occidentales. Durante décadas, los orientales se dividieron en los sureños y los norteños; en el siglo diecisiete, los occidentales también se dividieron permanentemente en los Noron y los Soron. Las alternancias en el poder entre estas facciones a menudo iban acompañadas de cargos de traición y sangrientas purgas, iniciando un ciclo de venganza con cada cambio de régimen.
Un ejemplo es la rebelión de Jeong Yeo-rip en 1589, una de las purgas políticas más sangrientas de Joseon. Jeong Yeo-rip, un oriental, había formado una sociedad con un grupo de seguidores que también recibió entrenamiento militar para luchar contra los Wakō. Todavía hay una disputa sobre la naturaleza y el propósito de su grupo, que refleja el deseo de una sociedad sin clases y se extiende por todo Honam. Posteriormente fue acusado de conspiración para iniciar una rebelión. Jeong Cheol, jefe de la facción occidental, estaba a cargo de investigar el caso y utilizó este evento para efectuar una purga generalizada de los orientales que tenían la más mínima conexión con Jeong Yeo-rip. Eventualmente 1000 orientales fueron asesinados o exiliados después.

#### Primeras invasiones japonesas

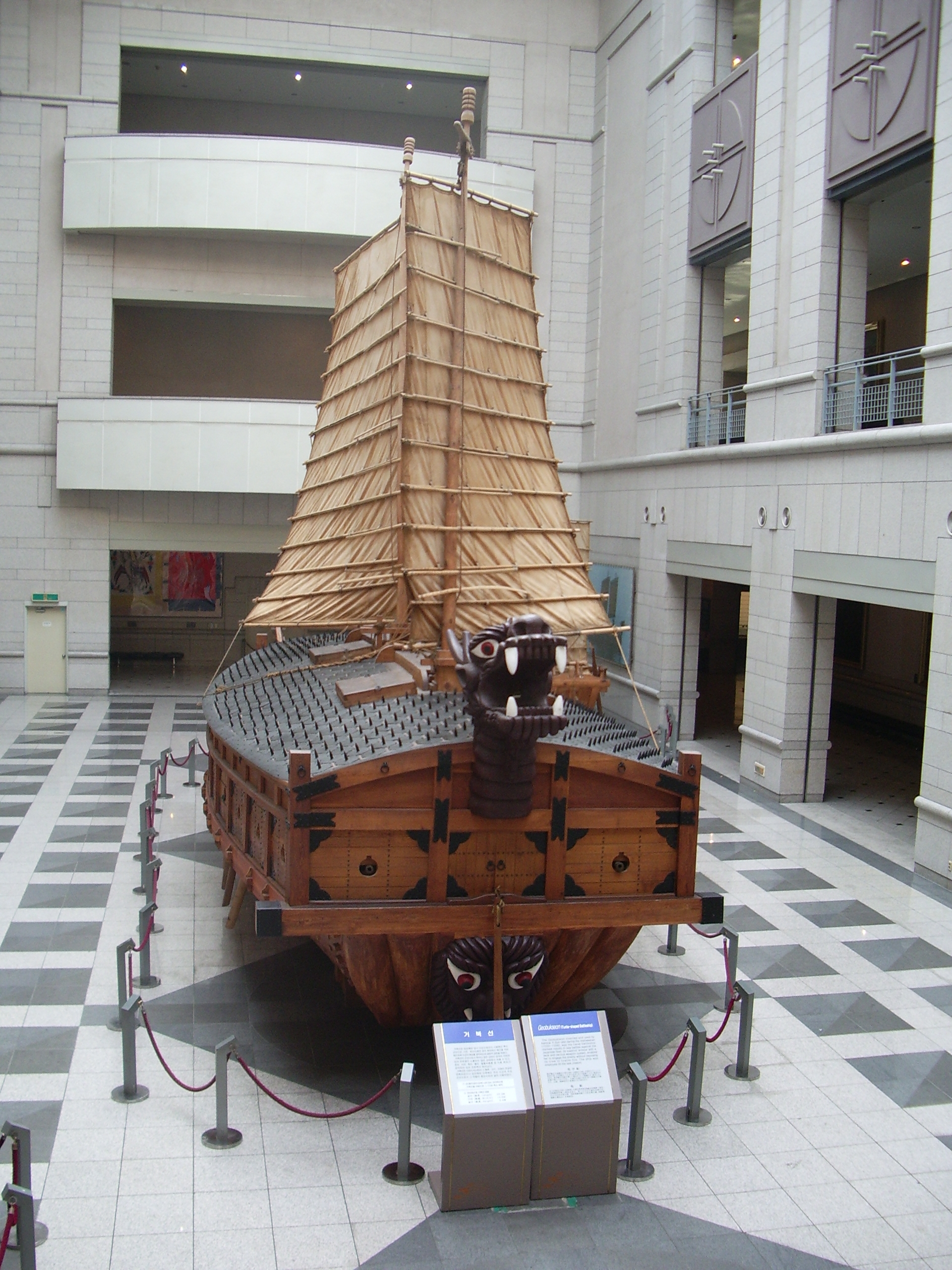
Un barco tortuga. Si bien se sabe que los picos fueron hechos de hierro, la existencia histórica del techo de hierro está en disputa.

A lo largo de la historia de Corea, eran frecuentes los piratas en el mar y bandidaje en tierra. El único propósito de la marina de Joseon era asegurar el comercio marítimo y evitar que los Wakō intervinieran en este. La armada repelió a los piratas utilizando una avanzada tecnología de pólvora, incluidos cañones y flechas de fuego en forma de singijeon puestos en hwachas.
Durante las invasiones japonesas en la década de 1590, Toyotomi Hideyoshi, tramando la conquista con armas portuguesas de la China dominada por la dinastía Ming, invadió Corea con sus daimyōs y sus tropas, con la intención de utilizar Corea como un trampolín. La división de facciones en la corte de Joseon, la incapacidad de evaluar la capacidad militar japonesa y los intentos fallidos de diplomacia condujeron a una preparación deficiente por parte de Joseon. El uso de armas de fuego europeas por parte de los japoneses dejó la mayor parte de la parte sur de la Península Coreana ocupada en unos meses, con la captura de Hanseong (actual Seúl) y Pionyang.
Sin embargo, la invasión se ralentizó cuando el almirante Yi Sun-sin destruyó la flota de invasión japonesa. La resistencia guerrillera que finalmente se formó también ayudó. La resistencia local ralentizó el avance japonés y las decisivas victorias navales del almirante Yi dejaron el control de las rutas marítimas en manos de Corea, lo que dificultó seriamente las líneas de suministro japonesas. Además, la dinastía Ming intervino a favor de los coreanos, enviando una gran fuerza junto a los coreanos en 1593 que hizo retroceder a los japoneses.
Durante la guerra, los coreanos desarrollaron potentes armas de fuego y las naves tortugas. Las fuerzas de Joseon y las de la dinastía Ming derrotaron a los japoneses a un alto precio. Después de la guerra, las relaciones entre Corea y Japón fueron suspendidas por completo hasta 1609.

#### Invasiones manchúes

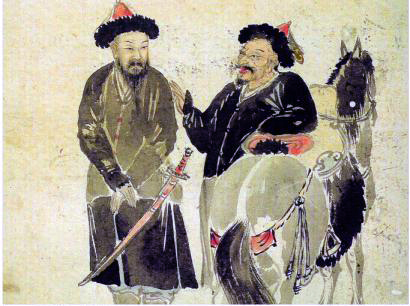
Una pintura coreana que representa a dos guerreros Yurchen y sus caballos.

Después de las invasiones japonesas, la península de Corea quedó devastada. Mientras tanto, Nurhaci (1583-1626), el caudillo Yurchen de Jianzhou, estaba unificando las tribus Yurchen de Manchuria en una fuerte coalición que su hijo Hung Taiji (1626-1643) eventualmente cambiaría al nombre de "Manchúes". Después de que declararan los siete agravios contra la dinastía Ming en 1618, Nurhaci y los Ming se involucraron en varios conflictos militares. En tales ocasiones, Nurhaci pedía ayuda a Gwanghaegun de Joseon (1608-1623), poniendo al estado coreano en una posición difícil porque el tribunal Ming también solicitaba ayuda. Gwanghaegun trató de mantenerse neutral, pero la mayoría de sus funcionarios se opusieron a él por no apoyar a los Ming, que habían salvado a Joseon durante las invasiones japonesas.
En 1623, Gwanghaegun fue depuesto y reemplazado por Injo de Joseon (1623-1649), que desterró a los partidarios de Gwanghaejun. Revirtiendo la política exterior de su predecesor, el nuevo rey decidió apoyar abiertamente a los Ming, pero una rebelión liderada por el comandante militar Yi Gwal estalló en 1624 y destruyó las defensas militares de Joseon en el norte. Incluso después de que la rebelión había sido reprimida, el rey Injo tuvo que dedicar fuerzas militares para garantizar la estabilidad de la capital, dejando menos soldados para defender las fronteras del norte.
En 1627, un ejército Yurchen de 30,000 hombres conducido por el sobrino de Nurhaci, Amin, derrotó a las defensas de Joseon. Después de una campaña rápida que fue asistida por el yangban del norte que había apoyado a Gwanghaegun, los Yurchen impusieron un tratado que forzó a Joseon a aceptar "relaciones fraternales" con el reino de Yurchen. Debido a que Injo persistió en sus políticas anti Manchú, el emperador Qing Hong Taiji envió una expedición punitiva de 120,000 hombres a Joseon en 1636. Derrotado, el rey Injo fue forzado a terminar sus relaciones con los Ming y reconocer a los Qing como soberanos en su lugar. El sucesor de Injo, Hyojong de Joseon (1649-1659), intentó formar un ejército para mantener alejados a sus enemigos y vencer a los Qing en busca de venganza, pero nunca pudo actuar según sus planes.
A pesar de restablecer las relaciones económicas al ingresar oficialmente al sistema tributario imperial chino, los líderes e intelectuales de Joseon permanecieron resentidos con los manchúes, a quienes consideraban bárbaros. Mucho después de someterse a los Qing, la corte de Joseon y muchos intelectuales coreanos seguían usando los períodos de la dinastía Ming, como cuando un erudito marcó 1861 como "el año 234 de Chongzhen".

### Período tardío de Joseon

#### Surgimiento de los Silhak y renacimiento de Joseon

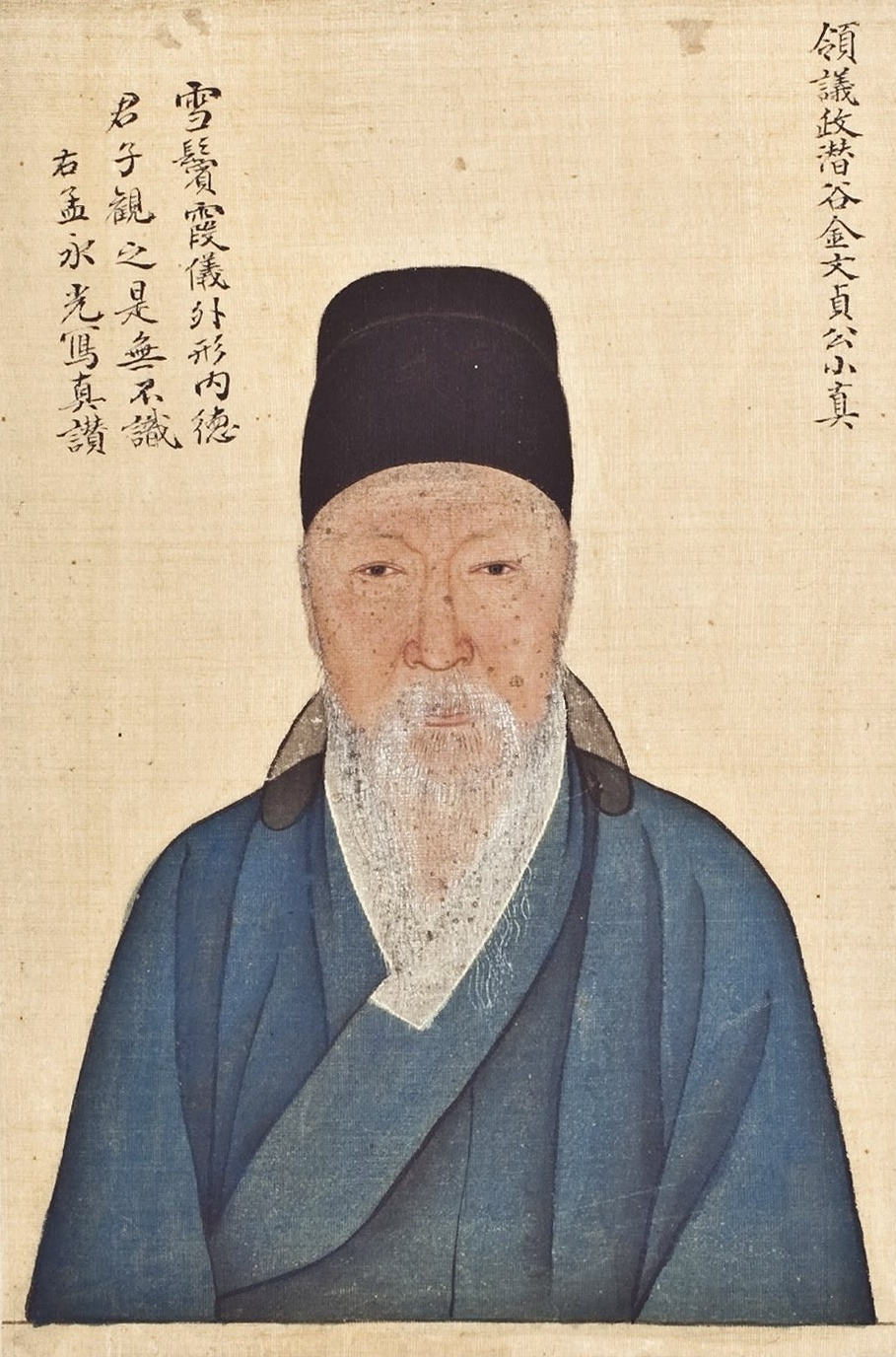
Retrato de Kim Yuk (1570-1658), un filósofo temprano de los Silhak de la dinastía Joseon.

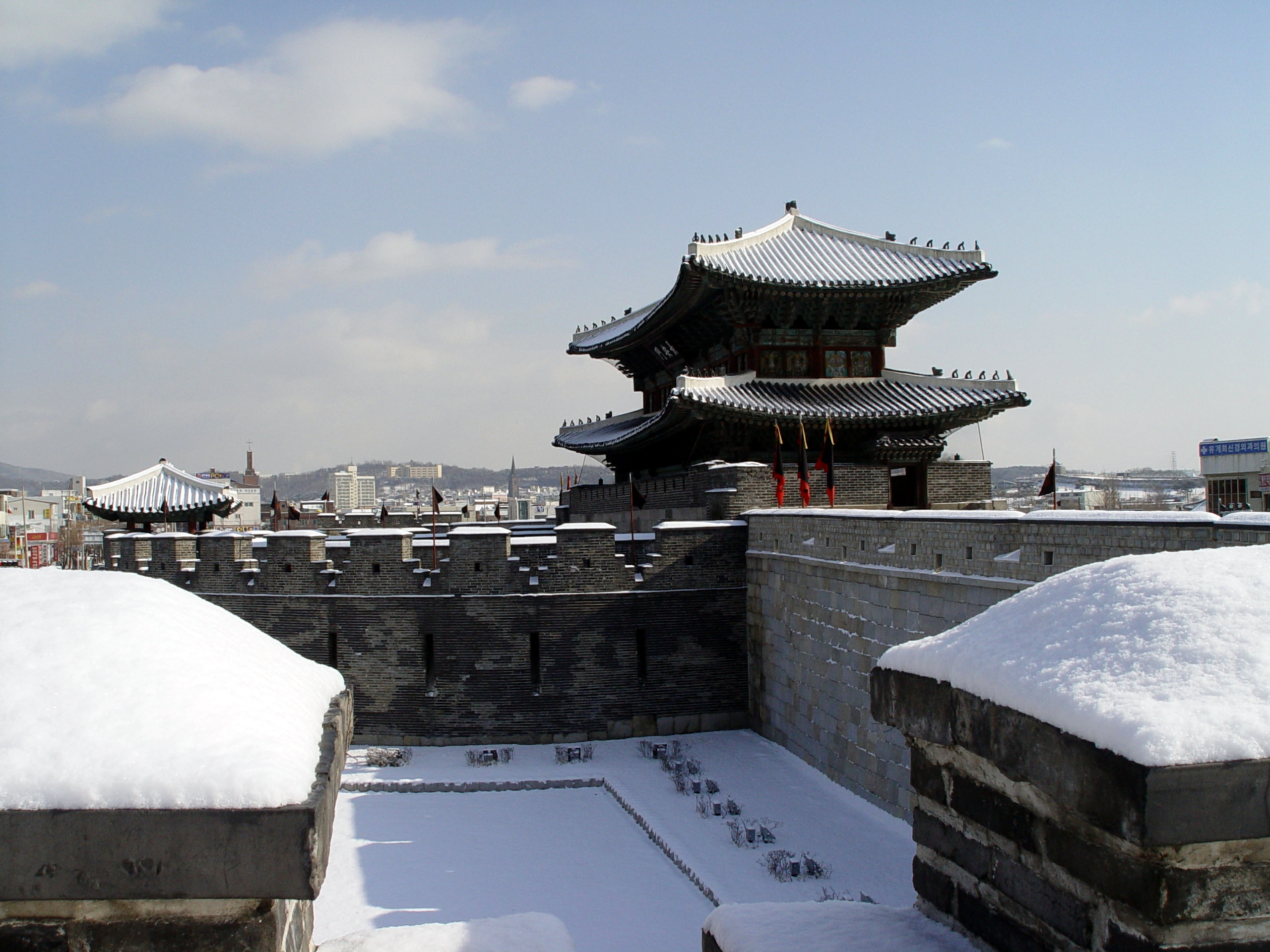
Fortaleza de Hwasong en Suwon.

Después de las invasiones de Japón y Manchuria, Joseon experimentó un período de paz de casi 200 años. Joseon presenció el surgimiento de los Silhak. El primer grupo de eruditos de los Silhak abogó por la reforma integral del examen del servicio civil, la tributación, las ciencias naturales y la mejora de las técnicas agropecuarias y agrícolas. Su objetivo era reconstruir la sociedad de Joseon después de haber sido devastada por las dos invasiones. Bajo el liderazgo de Kim Yuk, el ministro principal del rey Hyeonjong, la implementación de reformas resultó altamente ventajosa tanto para los ingresos del estado como para la suerte de los campesinos.
El conflicto de las facciones se hizo particularmente intenso bajo los reinados de los reyes Sukjong y Gyeongjong, con importantes reveses rápidos de la facción gobernante, conocidos como * hwanguk * (literal 局, "cambio literal en el estado de las cosas"), siendo algo común. Como respuesta, los siguientes reyes, Yeongjo y Jeongjo, generalmente persiguieron a los Tangpyeongchaek, una política para mantener el equilibrio y la igualdad entre las facciones.
Los dos reyes lideraron un segundo renacimiento de la dinastía Joseon. El nieto de Yeongjo, el iluminado rey Jeongjo, promulgó varias reformas a lo largo de su reinado, estableciendo en particular Gyujanggak como una biblioteca real con el fin de mejorar la posición cultural y política de Joseon y reclutar oficiales dotados para dirigir la nación. El rey Jeongjo también encabezó iniciativas sociales audaces, abriendo posiciones del gobierno a aquellos que anteriormente habrían sido excluidos debido a su condición social. El rey Jeongjo tenía el apoyo de muchos eruditos de los Silhak, que apoyaban su poder regio. El reinado del Rey Jeongjo también vio el mayor crecimiento y desarrollo de la cultura popular de Joseon. En ese momento, el grupo de académicos de los Silhak alentaba a los individuos a reflexionar sobre las tradiciones y el estilo de vida del estado, iniciando los estudios de Corea que abordaron su historia, geografía, epigrafía e idioma.

#### Gobierno de familias políticas
Después de la muerte del Rey Jeongjo, Joseon enfrentó problemas externos e internos difíciles. Internamente, la base de la ley y el orden nacional se debilitó como resultado de la política "Sedo" (gobierno político) por parte de la familia política real.
El joven rey Sunjo sucedió al rey Jeongjo en 1800. Con la muerte de Jeongjo, la facción Patriarca Intransigente tomó el poder con la regencia de la reina viuda Jeongsun, cuya familia tenía fuertes lazos con los Intransigentes, e inició una persecución de los católicos. Pero después del retiro y la muerte de la Reina Viuda, los Intransigentes fueron expulsados gradualmente y la facción de Expediente, incluida la familia de Kim Jo-sun, el padre de la reina, ganó el poder. Gradualmente, los Andong Kims llegaron a dominar el reino.
Con la dominación de los Andong Kims, comenzó la era de "políticas sedo" o regla política. El formidable linaje político, que monopolizaba las posiciones vitales en el gobierno, dominaba la escena política e intervenía en la sucesión del trono. Estos reyes no tenían autoridad monárquica y no podían gobernar por sobre ellos. El yangban de otras familias, abrumado por el poder ejercido por los suegros, no podía hablar. A medida que el poder se concentró en las manos del linaje de la realeza, hubo un desorden en el proceso de gobierno y la corrupción se volvió desenfrenada. Grandes sumas se ofrecieron en sobornos a los linajes poderosos para obtener puestos con rango nominalmente alto. Incluso los puestos de bajo rango fueron comprados y vendidos. Este período, que abarcó 60 años, vio la manifestación de la pobreza severa entre la población coreana y las rebeliones incesantes en varias partes del país.
Externamente, Joseon se volvió cada vez más aislacionista, ya que sus gobernantes trataron de limitar el contacto con países extranjeros.

#### Fin de la dinastía

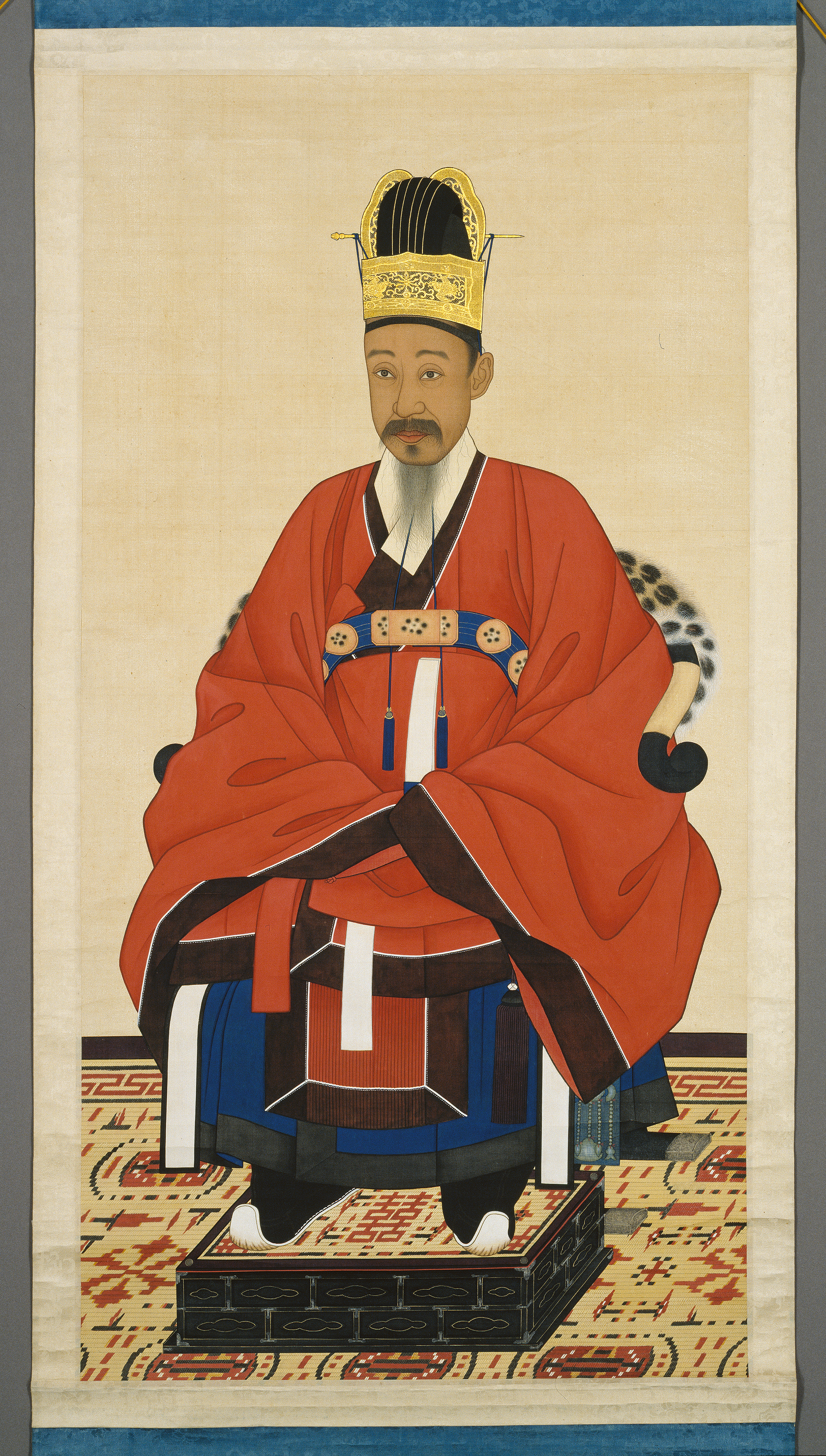
Heungseon Daewongun.

En 1863, el rey Gojong tomó el trono. Su padre, el regente Heungseon Daewongun, gobernó por él hasta que Gojong llegó a la edad adulta. A mediados de la década de 1860, el regente fue el principal defensor del aislacionismo y el instrumento de la persecución de católicos nativos y extranjeros, una política que condujo directamente a la campaña francesa contra Corea en 1866. Los primeros años de su gobierno también fueron testigos de un gran esfuerzo para restaurar el dilapidado Palacio Gyeongbok, el asiento de la autoridad real. Durante su reinado, el poder y la autoridad de las familias políticas como los Andong Kims disminuyeron drásticamente. Para deshacerse de las familias de Andong Kim y Pungyang Cho, promovió personas sin hacer referencia a afiliaciones familiares o de partidos políticos, y para reducir las cargas de la gente y solidificar las bases de la economía de la nación reformó el sistema de impuestos. En 1871, las fuerzas estadounidenses y coreanas se enfrentaron en un intento estadounidense de "diplomacia de cañoneras" tras el incidente del General Sherman en 1866.
En 1873, el rey Gojong anunció su asunción al gobierno real. Con el posterior retiro de Heungseon Daewongun, la futura Reina Min (más tarde llamada Emperatriz Myeongseong) obtuvo un gran poder en la corte, colocando a su familia en puestos de alta corte.
Japón, después de la Restauración Meiji, adquirió tecnología militar occidental y forzó a Joseon a firmar el Tratado de Kanghwa en 1876, abriendo tres puertos para comerciar y otorgar extraterritorialidad a los japoneses. Port Hamilton fue ocupada por la marina británica en 1885.

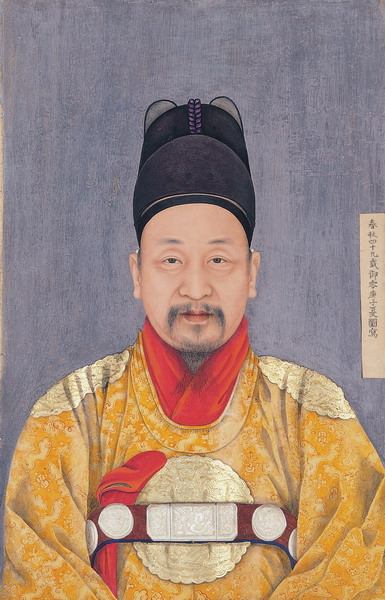
Emperador Gojong

Muchos coreanos despreciaron las influencias japonesas y extranjeras sobre su tierra y el gobierno corrupto y opresivo de la dinastía Joseon. En 1881, Byeolgigun, una moderna unidad militar de élite, se formó con entrenadores japoneses. Los salarios de los otros soldados fueron retenidos y en 1882 los soldados atacaron a los oficiales japoneses e incluso obligaron a la reina a refugiarse en el campo. En 1894, la Revolución Campesina Donghak vio a los granjeros levantarse en una rebelión masiva, con el líder campesino Jeon Bong-jun derrotando a las fuerzas del gobernante local Jo Byong-gap en la batalla de Go-bu el 11 de enero de 1894; después de la batalla, las propiedades de Jo fueron entregadas a los campesinos. Para mayo, el ejército campesino había llegado a Jeonju, y el gobierno de Joseon pidió ayuda al gobierno de la dinastía Qing para poner fin a la revuelta. Los Qing enviaron 3.000 soldados y los rebeldes negociaron una tregua, pero los japoneses consideraron que la presencia Qing era una amenaza y enviaron 8000 tropas japonesas, tomaron el Palacio Real en Seúl e instalaron un gobierno pro-japonés el 8 de junio de 1894. Esto pronto se intensificó en la primera guerra sino-japonesa (1894-1895) entre Japón y la China Qing, que se libró principalmente en Corea.
La emperatriz Myeongseong (conocida como "Reina Min") había intentado contrarrestar la interferencia japonesa en Corea y estaba considerando recurrir al Imperio ruso o a China en busca de apoyo. En 1895, la emperatriz Myeongseong fue asesinada por agentes japoneses. El ministro japonés en Corea, el teniente general Vizconde Miura, casi seguramente orquestó el complot en su contra. Un grupo de agentes japoneses entró en el Palacio Real de Gyeongbokgung en Seúl, que estaba bajo control japonés, y la Reina Min fue asesinada y su cuerpo profanado en el ala norte del palacio.
Los Qing reconocieron la derrota en el Tratado de Shimonoseki, firmado el 17 de abril de 1895, que garantizaba oficialmente la independencia de Corea de China. Fue un paso importante para Japón ganando hegemonía regional en Corea. La corte de Joseon, presionada por la invasión de grandes potencias, sintió la necesidad de reforzar la integridad nacional y declaró el Imperio Coreano, junto con la Reforma Gwangmu en 1897. El rey Gojong asumió el título de Emperador para afirmar la independencia de Corea. Además, Corea buscó a otras potencias extranjeras para conseguir tecnología militar, especialmente Rusia, para defenderse de los japoneses. Técnicamente, 1897 marca el final del período de Joseon, ya que el nombre oficial del imperio fue cambiado; sin embargo, la dinastía Joseon seguiría reinando, aunque perturbada por Japón y Rusia.
En una serie complicada de maniobras, contramaniobras y un asedio, Japón hizo retroceder a la flota rusa en la Batalla de Port Arthur en 1905. Con la conclusión de la guerra ruso-japonesa de 1904-1905 con el Tratado de Portsmouth, el camino estaba abierto para Japón para tomar el control de Corea. Después de la firma del Tratado de Protectorado en 1905, Corea se convirtió en un protectorado de Japón. El Príncipe Itō fue el primer residente general de Corea, aunque fue asesinado por el activista independentista coreano An Jung-geun en 1909 en la estación de tren de Harbin. En 1910, el Imperio japonés finalmente se anexionó Corea.

## Gobierno
La dinastía Joseon era una monarquía altamente centralizada y una burocracia neoconfuciana dirigida por el Gyeongguk daejeon, una especie de constitución de Joseon.

### Rey

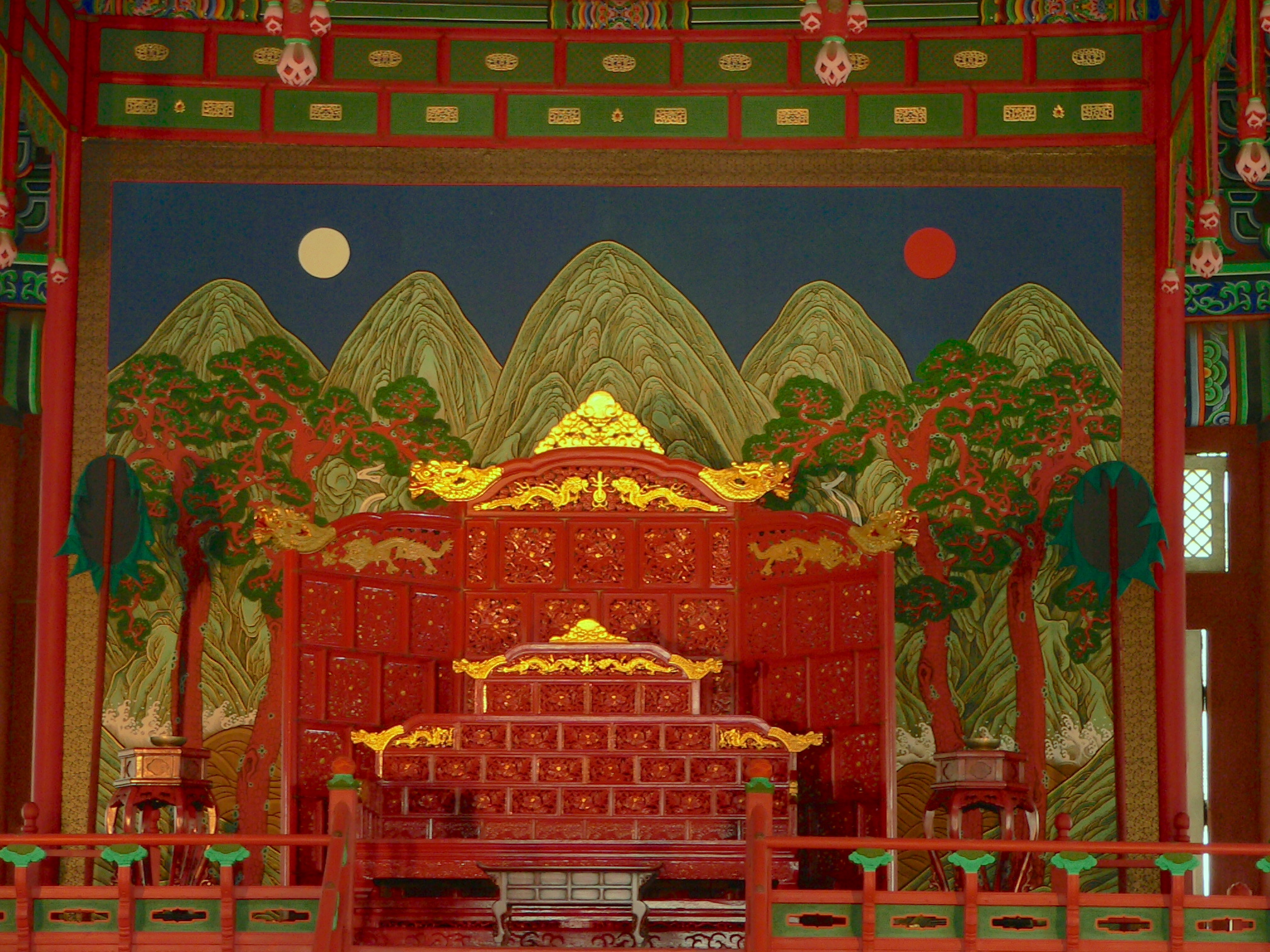
El trono del fénix del rey de Joseon en Gyeongbokgung

Estandarte real del Rey de Joseon

El rey tenía autoridad absoluta, pero su poder real variaba según las circunstancias políticas. Estaba obligado por la tradición, los precedentes establecidos por los reyes anteriores, el Gyeongguk daejeon y las enseñanzas confucianas. El rey ordenaba lealtad absoluta de sus oficiales y súbditos, pero también se esperaba que los oficiales persuadieran al rey por el camino correcto si se pensaba que este último estaba equivocado. Se pensaba que los desastres naturales se debían a las fallas del rey, y por lo tanto, los reyes de Joseon eran muy sensibles a sus ocurrencias. Cuando ocurría una sequía severa o una serie de desastres, el rey a menudo solicitaba formalmente críticas tanto de los funcionarios como de la ciudadanía, y todo lo que decían o escribían estaba protegido contra el enjuiciamiento en tales casos (aunque había unas pocas excepciones).
La comunicación directa entre el rey y la gente común fue posible a través del sistema de petición escrita sangeon (상언; 上言) y el sistema de petición oral gyeokjaeng (격쟁; 擊 錚). A través del sistema de petición oral de gyeokjaeng, los plebeyos podían golpear un gong o un tambor frente al palacio o durante las procesiones públicas del rey para apelar sus quejas o presentar una petición directamente al rey. Esto permitió que incluso los miembros analfabetos de la sociedad de Joseon hicieran una petición al rey. Más de 1.300 rollos están relacionados con el gyeokjaeng y están registrados en el Ilseongnok.

#### Oficiales
Los funcionarios del gobierno estaban clasificados en 18 niveles, que iban desde el primer rango superior (정 1 품, 正 一 品) al rango noveno, que era el más inferior (종 9 품, 從 九品); los cargos se obtenían basados en la antigüedad y promoción, que se lograba a través del decreto real basado en el examen o recomendación. Los funcionarios del primer rango superior al tercer rango jerárquico usaban túnicas rojas, mientras que los del tercer rango menor al sexto rango menor vestían de azul y los de abajo vestían túnicas verdes.
Un funcionario del gobierno se refiere a alguien que ocupaba un tipo de oficina que le daba a su titular un estatus de yangban, una nobleza semi-hereditaria que era efectiva por tres generaciones. Para convertirse en tal funcionario, uno tenía que pasar una serie de exámenes de gwageo. Había tres tipos de exámenes de gwageo: literario, militar y misceláneo, entre los cuales la ruta literaria era la más prestigiosa (muchos de los mensajes en clave, que incluyen todos los mensajes censurados, eran accesibles solo a los funcionarios que habían pasado el examen literario). En el caso de la ruta literaria, había una serie de cuatro pruebas, las cuales debían cumplirse para poder calificar y convertirse en un funcionario. 33 candidatos debían ser elegidos de esta manera tomando el examen final ante el rey para la colocación. El candidato con el puntaje más alto sería designado para un puesto de sexto rango juvenil (un salto de seis rangos). Dos candidatos con los siguientes dos puntajes más altos serían nombrados para un puesto de séptimo rango juvenil. Siete candidatos con los siguientes puntajes más altos serían asignados al octavo rango juvenil, mientras que los 23 candidatos restantes obtendrían el noveno rango juvenil, el más bajo de los 18 rangos.
Los funcionarios de primer rango superior, primer rango inferior y segundo rango superior eran tratados con "dae-gam" (대감, 大 監) honoríficos, mientras que los de segundo rango inferior y tercer rango superior eran tratados como "Yeong-GAM" honoríficos (영감, 令 監). Estos funcionarios vestidos de rojo, colectivamente llamados "dangsanggwan" (당상관, 堂上), participaban en la decisión de las políticas gubernamentales asistiendo a las reuniones del gabinete. El resto de los oficiales clasificados se llamaban "danghagwan" (당하관, 堂 下官).